# Безвременник жёлтый
Безвре́менник жёлтый (лат. Colchicum luteum) — многолетнее травянистое растение, вид рода Безвременник (Colchicum) семейства Безвременниковые (Colchicaceae).

## Распространение и экология
Ареал вида охватывает Среднюю Азию (Памиро-Алай и Тянь-Шань), Индию, Пакистан и Афганистан.
Произрастает у тающего снега, в горах у ледников на высоте 1800—4000 м над уровнем моря.

## Ботаническое описание
Луковица яйцевидно-продолговатая, сплюснутая, длиной 1,5—3 см, шириной 1—2,5 см, с коричневыми перепончатыми оболочками.
Листья в числе 3—4, во время цветения укороченные, желобчатые, позднее линейно-язычковые, длиной до 15 см, шириной 8—15 мм, туповатые, по краю голые.
Цветки жёлтые, в числе 1—3, появляются одновременно с листьями, трубка околоцветника длиной 3—7 мм, желтоватая или фиолетовая, околоцветник длиной 1,5—2,6 см, шириной 5—7 мм, прямостоячий, ярко-жёлтый, линейно-обратно-ланцетный, туповатый. Пыльники жёлтые, прямостоячие, узколинейные, во много раз превышающие тычинки; столбики жёлтые, нитевидные.
Коробочка яйцевидная, длиной до 2,5 см.
Цветёт в апреле — июле.

## Таксономия
Вид Безвременник жёлтый входит в род Безвременник (Colchicum) семейства Безвременниковые (Colchicaceae) порядка Лилиецветные (Liliales).
|  |                                        |  |                                                             |                                                             |                            |  | ещё 9 семейств (согласно Системе APG II) | ещё 9 семейств (согласно Системе APG II) |                         |  |  |  | ещё более 100 видов |
|  |                                        |  |                                                             |                                                             |                            |  | ещё 9 семейств (согласно Системе APG II) | ещё 9 семейств (согласно Системе APG II) |                         |  |  |  | ещё более 100 видов |
|  |                                        |  |                                                             | порядок Лилиецветные                                        |                            |  |                                          |                                          | род Безвременник        |  |  |  |                     |
|  |                                        |  |                                                             | порядок Лилиецветные                                        |                            |  |                                          |                                          | род Безвременник        |  |  |  |                     |
|  | царство Цветковые, или Покрытосеменные |  |                                                             |                                                             | семейство Безвременниковые |  |                                          |                                          | вид Безвременник жёлтый |  |  |  |                     |
|  | царство Цветковые, или Покрытосеменные |  |                                                             |                                                             | семейство Безвременниковые |  |                                          |                                          |                         |  |  |  |                     |
|  |                                        |  | ещё 44 порядка цветковых растений (согласно Системе APG II) | ещё 44 порядка цветковых растений (согласно Системе APG II) |                            |  |                                          | ещё 21 род                               | ещё 21 род              |  |  |  |                     |
|  |                                        |  |                                                             | ещё 44 порядка цветковых растений (согласно Системе APG II) |                            |  |                                          |                                          | ещё 21 род              |  |  |  |                     |